# Lijst van burgemeesters van Krimpen aan de Lek
Dit is een lijst van burgemeesters van de voormalige Nederlandse gemeente Krimpen aan de Lek tot die gemeente op 1 januari 1985 opging in de gemeente Nederlek.
| Ambtsperiode | Naam burgemeester                   | Partij of stroming | Bijzonderheden |
| ------------ | ----------------------------------- | ------------------ | --- |
| 1811 - 1813  | Jacobus Johannes Schrijver          |                    | maire |
| 18?? - 1833  | Jacob Gerardus Catharinus Schrijver |                    | |
| 1833 - 1852  | Willem Mijnlieff                    |                    | soms geschreven als Mijnlief |
| 1852 - 1856  | Mr. J. van Andel                    |                    | |
| 1856 - 1863  | J.E.G. de Vries                     |                    | Later burgemeester van burgemeester van Hillegersberg en Bergschenhoek                                                                  |
| 1863 - 1907  | Joan Gerbrand van Mierop            |                    | Eerder burgemeester van Zoetermeer |
| 1907 - 1927  | A.L. van Haaften                    |                    | |
| 1928 - 1952  | G.J. van Oordt                      |                    | Op 13 februari 1945 vervangen door (NSB'er) L.C. Slings die op 12 april 1945 werd doodgeschoten door verzetsmensen na een wapendropping |
| 1952 - 1965  | Roelof (R.) Meijers                 | PvdA               | |
| 1965 - 1982  | Arie (A.) van Dienst                | PvdA               | Eerder burgemeester van Midwoud |
| 1982 - 1985  | Ronald (R.J.G.) Bandell             | PPR                | Waarnemend. Tevens burgemeester van Moordrecht en later van Papendrecht, Alkmaar en Dordrecht.                                          |